# Ламберт (Оклахома)
Ламберт (енгл. Lambert) град је у америчкој савезној држави Оклахома.

## Демографија
По попису из 2010. године број становника је 6, што је 3 (-33,3%) становника мање него 2000. године.
| Група             | 2000.      | 2010.      |
| Белци             | 9 (100,0%) | 6 (100,0%) |
| Афроамериканци    | 0 (0,0%)   | 0 (0,0%)   |
| Азијати           | 0 (0,0%)   | 0 (0,0%)   |
| Хиспаноамериканци | 0 (0,0%)   | 0 (0,0%)   |
| Укупно            | 9          | 6          |